# Oldsmobile Achieva

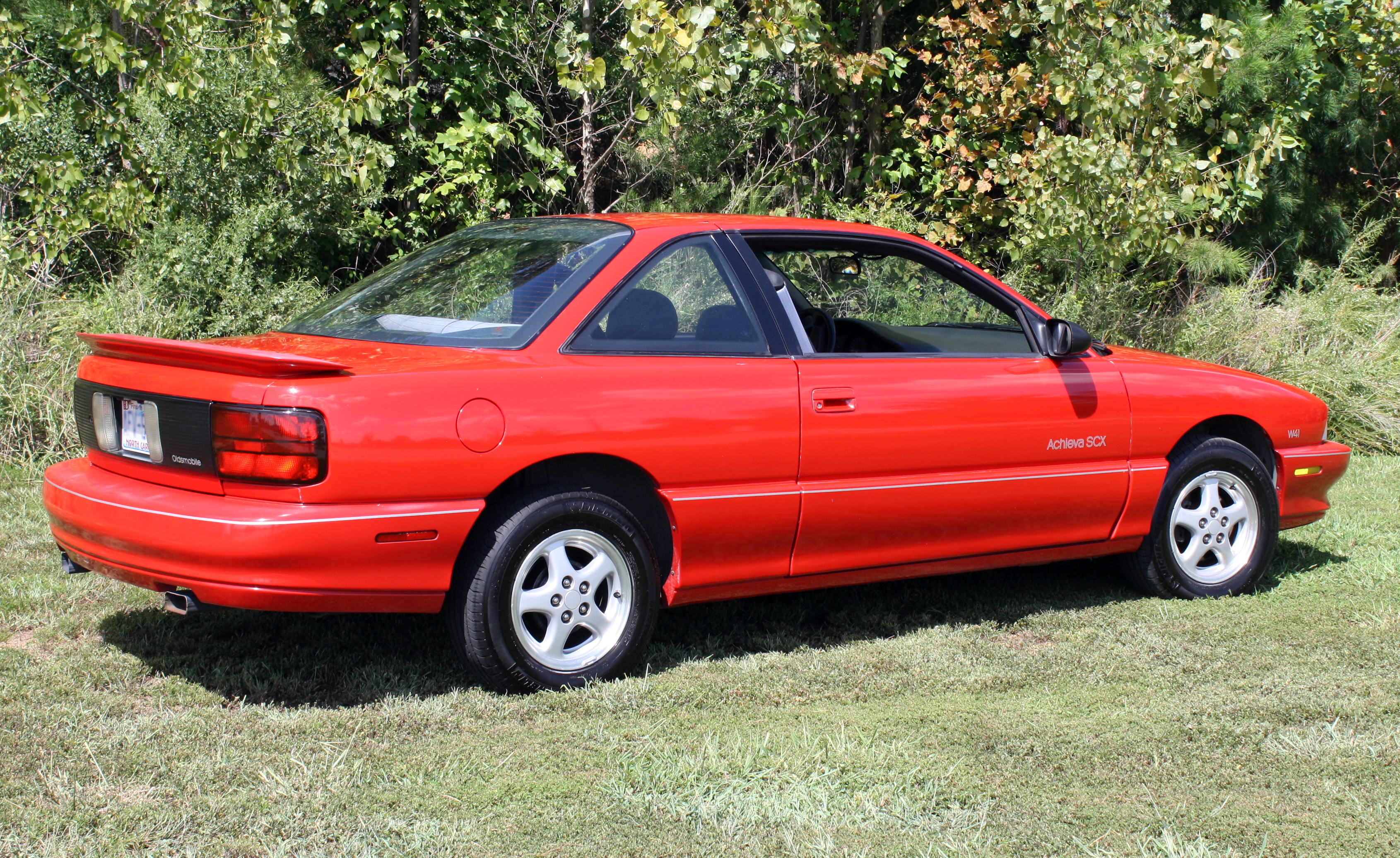
Oldsmobile Achieva Coupé SCX (1992)

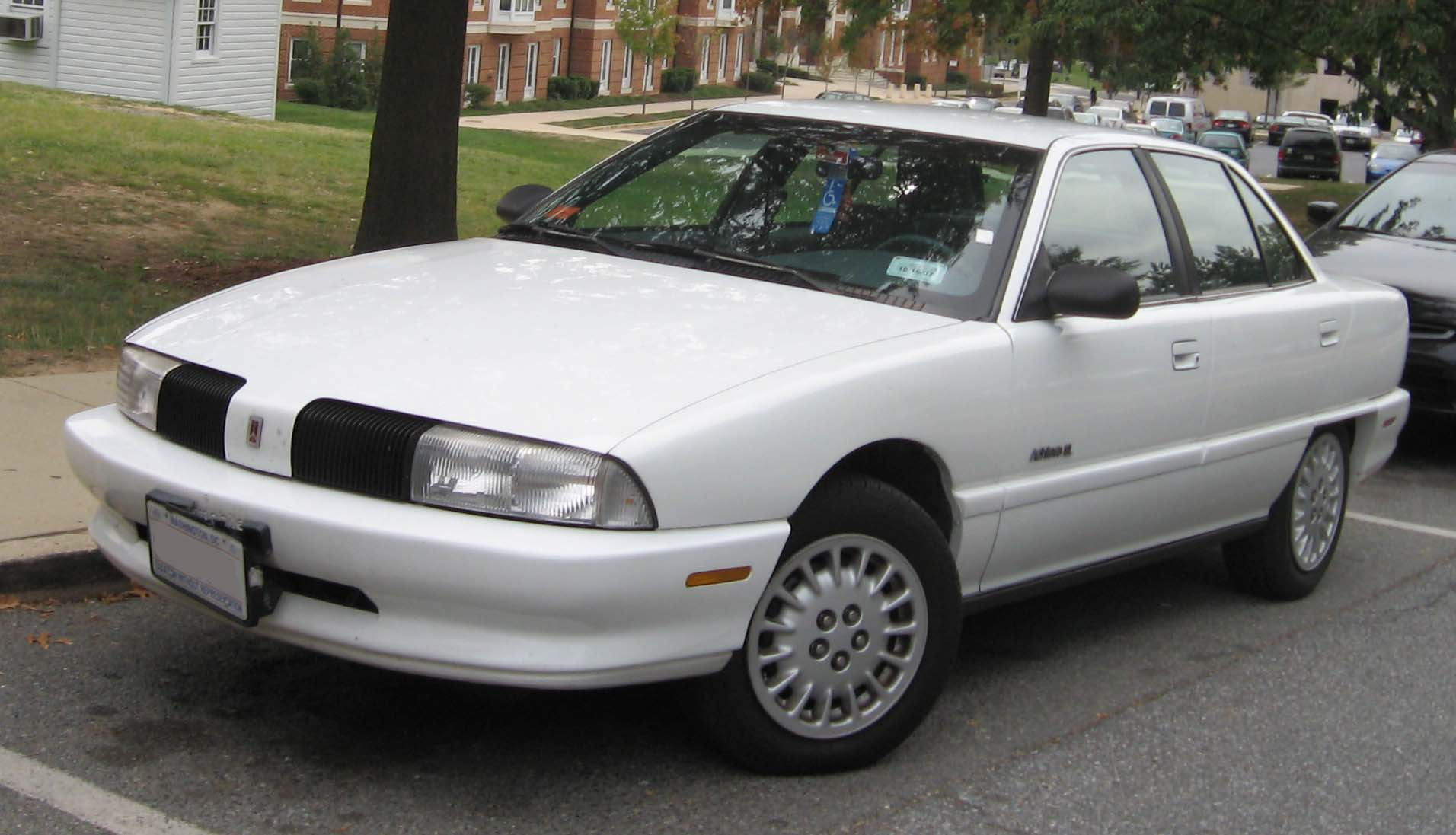
Oldsmobile Achieva SL Sedan (1993)

Der Oldsmobile Achieva war ein von Oldsmobile von Anfang 1992 bis Ende 1997 angebotenes Automobil der Mittelklasse.
Der Achieva (der Name ist eine Ableitung von achiever ≈ der Erfolgreiche) basierte mit den gleichzeitigen Schwestermodellen Pontiac Grand Am und Buick Skylark auf der N-Plattform von General Motors.

## Geschichte nach Modelljahren

### 1992
Im Frühjahr 1992 erscheint der Achieva als Nachfolger des Cutlass Calais als Limousine und Coupé in den Ausstattungsvarianten S und SL. Den S treibt ein 2,3-l-Vierzylinder mit 122 PS an, den SL eine 183 PS starke Variante des 2,3-Liters mit zwei obenliegenden Nockenwellen und 183 PS, serienmäßig gekoppelt mit einer Dreistufenautomatik. Diese Maschine gibt es auch im S-Coupé im Rahmen des W44-Pakets samt umfangreichem Sportzubehör. Im S/W44 und im SL gibt es auf Wunsch auch einen 3,3-l-V6 mit 162 PS.

### 1993
Neu im Programm ist das von Herbst 1992 (bis Ende 1993 angebotene) Achieva Coupé in der Version SCX mit dem hier 188 PS starken DOHC-Vierzylinder, Fünfgang-Sportgetriebe und elektronischem Fahrwerk. Der Vierzylinder des S leistet jetzt 117 PS, derjenige im SL 157 PS. Der Vierzylinder mit zwei obenliegenden Nockenwellen vibrierte stark, verbunden mit einem hohen Geräuschniveau. Für das neue Modelljahr wurde er daher neu abgestimmt und für den SL in der Leistung gesenkt.

### 1994
An die Stelle des SL Coupé trat das SC Coupé, anstelle des 3,3-l-V6 gab es nun einen 3,1-l-V6 (162 PS).

### 1995
Die Ausstattungsvarianten hießen jetzt S Series I und S Series II. An die Stelle der beiden bislang lieferbaren Vierzylinder trat eine einzige Variante des 2,3-Liters mit zwei obenliegenden Nockenwellen und Ausgleichswellen, 152 PS stark. Das überarbeitete Fahrwerk hatte einen hinteren Stabilisator.

### 1996
Die Bezeichnung S entfiel, das Coupé SC gab es in den Ausstattungsstufen Series I, Series II und Series III, die Limousine SL nur als Series II und Series III. Neu war der 2,4-l-Vierzylinder mit Fünfganggetriebe oder Vierstufenautomatik (152 PS). Der im Hinblick auf geringere Geräuschentwicklung überarbeitete 3,1-l-V6 leistete 157 PS. Zur Serienausstattung zählten zwei Airbags und Klimaanlage.

### 1997
Das Ausstattungsniveau Series III entfiel, die Limousine gab es jetzt auch als Series I. Die Vierstufenautomatik war serienmäßig, das Fünfganggetriebe gab es auf Wunsch für ausgewählte Modellvarianten.

### 1998
Das Coupé entfiel, die Limousine wurde als SL noch bis Dezember 1997 an Flottenkunden verkauft, ausschließlich mit Sechszylinder und Automatik.

## Stückzahlen
| Jahr                         | Stückzahl |
| ---------------------------- | --------- |
| 1992                         | 77.456    |
| 1993                         | 48.235    |
| 1994                         | 62.092    |
| 1995                         | 57.263    |
| 1996                         | 35.270    |
| 1997                         | 49.503    |
| 1998                         | 17.920    |
| Insgesamt: 347.739 Exemplare |           |